# Andranamn
Andranamn är en inofficiell benämning på förnamn som inte är tilltalsnamn.
Andranamn kan stå före eller efter tilltalsnamnet. I Sverige benämns andranamn ibland felaktigt mellannamn, sannolikt efter engelskans middle name. Enligt svensk namnlag är mellannamn dock ett andra efternamn.